# Jaśliska
Jaśliska è un comune rurale polacco del distretto di Krosno, nel voivodato della Precarpazia. Ricopre una superficie di 98,63 km² e nel 2010 contava 2.076 abitanti.